# تومي سامبسون (لاعب كرة قاعدة)
تومي سامبسون (بالإنجليزية: Tommy Sampson)‏ هو لاعب كرة قاعدة أمريكي، ولد في 31 أغسطس 1912، وتوفي في 24 يناير 2002.